# La llave de Sarah
La llave de Sarah es una película francesa dirigida por Gilles Paquet-Brenner en 2010. Basada en la novela homónima de la escritora francesa Tatiana de Rosnay, en francés llevaba el título de Elle s'appelait Sarah (2007). La novela, a su vez, está basada en hechos reales ocurridos durante la época de la ocupación nazi en Francia, conocidos como la redada del Velódromo de Invierno. Intercala el presente con los años 40, de manera que va alternando en cada capítulo una época u otra, contando dos historias diferentes pero relacionadas.

## Argumento
El viernes 16 de julio de 1942, Sarah y su familia son arrestados en su casa de París por los gendarmes franceses y trasladados al Velódromo de Invierno. Pero no toda la familia Starzinsky es trasladada, pues Michel, el hermano pequeño de Sarah, de cuatro años, queda escondido en el armario de su piso de París, donde la niña cree que estará a salvo. Sarah cierra la puerta por fuera y se queda con la llave que abre el escondrijo. Ella y sus padres, después de permanecer varios días en condiciones inhumanas junto a miles de otros judíos, son trasladados a un campo de concentración donde, separados hombres de mujeres y niños, pasan días infernales. Posteriormente, son trasladados de nuevo, primero los hombres, a los que siguen un día después las mujeres, quedando los niños con la única compañía de los policías franceses que los vigilan. Sarah escapa acompañada de su amiga Rachel, pero su amiga se enferma. Llegan a la casa de un matrimonio de edad quienes no quieren ayudarlas. Al otro día el esposo las encuentra ya que pasaron la noche en su granero. Rachel es atendida, pero muere. Sarah confiesa su historia.
En mayo de 2002, a Julia Jarmond, periodista estadounidense radicada en París desde hace veinte años, le encargan un artículo relacionado con el sexagésimo aniversario de la redada contra los judíos por parte de la Gendarmería Francesa. Julia, casada con Bertrand Tézac, con quien tiene una hija de once años llamada Zoë, irá descubriendo poco a poco los acontecimientos del fatídico año de 1942 y la historia de Sarah, directamente relacionada con su familia política, los Tézac. Tras este descubrimiento, no descansará hasta conocer el destino de la joven Sarah y su relación con la familia de su marido.

## Argumento desarrollado
En la época de los años 40, nos encontramos con la redada que tuvo lugar en París, donde arrestaron a muchas familias judías, entre ellas la de una niña llamada Sarah. La noche del arresto la policía llama violentamente a su casa pidiéndoles a ella y a su madre que hagan las maletas para tres días ya que debían acompañarlos. El marido está escondido, la policía pregunta por él, su mujer responde que no sabía dónde estaba, que llevaba ausente varios días. Sarah ve a su hermano, a quien la policía no había visto y, sin pensarlo, lo esconde en un armario secreto, echa la llave por fuera, y ella y su madre se marchan con la policía. Al salir de la casa, la mujer grita el nombre de su marido, quien aparece y también es arrestado en medio de gente mirando desde las ventanas, algunos asombrados, otros indignados por lo que ocurre, y otros apoyando la operación. Es la policía francesa la que lleva a cabo las detenciones, estos han recibido órdenes desde Alemania de arrestar a los judíos, y así lo hicieron.
La familia de Sarah viaja en tren a un campo a las afueras de París, donde las autoridades concentran a todos los judíos. En el campo no hay comida ni bebida, la gente muere poco a poco deshidratada, de hambre, de calor. Sarah está cada vez estaba más preocupada por su hermano, a quien dejó dentro del armario con un poco de agua y comida, que seguramente ya se habría acabado. Está sucia, pero no tiene donde lavarse, se siente avergonzaba porque huele mal, al igual que todos los otros a su alrededor. Ella no sabe que pasa ya que nadie se lo explica, y ve cada vez más decaídos a sus padres. A su padre le pregunta continuamente por qué debe llevar la estrella de David cosida a la ropa, por qué están allí, ¿acaso eran malos?, pero su padre no puede explicarle nada. Ella ha oído que todos los que tienen esa insignia son considerados puercos, mala gente, delincuentes, pero no entiende por qué de un día para otro se les estigmatiza de esa manera. También se interroga sobre si al quitarse la estrella dejaría de ser esa clase de gente pero seguiría siendo la misma chica... Sarah está muy confundida. 
Poco después separan brutal y rápidamente a los hombres de las mujeres y los niños. No hay tiempo de despedidas, a los hombres los suben a un tren sellado directo a Auschwitz. En el tren no hay comida ni bebida, ni siquiera letrinas, lo que hace al viaje largo y agotador. Muchos mueren antes de llegar al campo de concentración. La madre queda consternada, no hace más que llorar porque sabe lo que ocurre, han enviado a su marido a la muerte. Poco después separan a los niños de sus madres, muchas de las cuales se resisten y reciben palizas hasta desmayarse. Sarah pierde la conciencia debido a la fiebre y la tensión del momento y despierta 3 días después en un campamento rodeada de niños y encerrados tras altos alambrados vigilados por soldados que evitan que tengan contacto con el campo de los adultos. Pese a que se les garantizó cierta comodidad si se comportaban, Sarah decide escapar junto con otra niña, Rachel. Antes de pasar la reja, las detiene un guardia, al que Sarah reconoce como el guardia que le permitió tomar una fruta que un adulto le pasó desde el otro lado del alambrado. Le pide que las deje marchar y luego de dudar unos segundo, el propio guardia levanta los alambres para que puedan escapar. Les aconseja no detenerse y que cuando estén a salvo se quiten las estrellas de David de sus ropas para no tener problemas.
Después de vagar durante unas horas llegan a una granja, donde los granjeros son una pareja de ancianos que las acogen, las bañan y las cuidan. Pero la compañera de Sarah está muy enferma, deben llamar al médico. El médico de confianza de la familia no está y no tienen más remedio que llamar a un médico del ejército a riesgo de que descubran a Sarah y los declaren traidores. Lamentablemente Rachel muere y el médico se lleva su cuerpo en un coche policial, dado que los guardias habían detectado a las dos niñas faltantes del campo y las estaban buscando, aunque no encontraron a Sarah pese a registrar la casa.
Sarah insiste en ir a la ciudad, a su casa, iría ella sola si era preciso, debe saber que le ocurrió a su hermano. La pareja le insinúa que su hermano debe haber muerto. Aun así los convence de ir a la ciudad, a la casa de la familia de Sarah. Toman el tren, donde encuentran muchos soldados y disfrazan a Sarah de varón para que no la identifiquen e incluso sobornan con dinero al guardia que recogía los boletos. Un oficial se acerca y le dice a la pareja que su nieto es muy guapo, como los alemanes: rubio y con ojos claros, lo cual hace reflexionar a Sarah, quien tenía entendido que a un judío se le reconocía a simple vista pero, sin embargo, a ella no la reconocieron y, además, creyeron que era un niño.
Llegan a la casa, llaman a la puerta y un niño abre la puerta; Sarah lo empuja y corre al armario, abre con su llave, la llave que había guardado durante tanto tiempo, solo para encontrarse con el aterrador espectáculo de un pequeño cadáver putrefacto. El niño y el padre que vivían en la casa quedan asombrados, no sabían nada, y se sienten culpables. El hombre decide no contarle nada a su esposa, quien estaba fuera de casa cuando ocurrió todo, y aportar dinero a la pareja de ancianos para que puedan mantener a Sarah lo mejor posible. El hombre les pide que no le digan nada a la niña, y estos guardan el secreto.
Sarah sigue viviendo con los ancianos hasta la edad adulta, emigra a Estados Unidos, donde se casa y tiene un hijo, pero guarda silencio sobre su pasado hasta que se suicida con su coche por los pensamientos que la han atormentado durante tantos años.
En 2002, Julia es una periodista casada con Bertrand Tézac, con quien tiene una hija llamada Zoë. Van a mudarse al apartamento de la abuela de su marido pero hay que remodelarlo, de manera que lo visitan para estudiar qué cambios hay que realizar. Julia tiene un nuevo tema para un artículo, la redada del Velódromo de Invierno. Ella es una estadounidense que vive en París y no sabe nada de ese hecho ni de los judíos arrestados, de manera que el artículo le atrae mucho.
Comienza a investigar, acompañada por su fotógrafo, y ambos se van dando cuenta de lo poco que saben. Encuentran a una testigo anciana y van a su casa a entrevistarla. Ella les cuenta que desde su ventana veía como toda esa gente se marchaba, mucha gente en la calle, subiendo en autobuses, nadie sabía adonde los llevaban ni porqué. La gente estaba muy confundida y cada vez había más pisos vacíos en la ciudad, que rápidamente eran ocupados por otras familias.
Julia visita muy a menudo a Mamé, la abuela de Bertrand. Dado que iban a vivir en su apartamento le comenta los cambios que hacen. Le pregunta cómo habían conseguido el apartamento en aquella época, porque en esa zona solían ser apartamentos de judíos que fueron vendidos o alquilados a otras familias. Ella es muy mayor y le dice que no lo recuerda. Un día recibe una llamada de su suegro, Edouard, quien la cuestiona por haber preguntado por el apartamento y le dice que no debe preguntar nada más a Mamé sobre el particular. Lo hace en un tono que, por el contrario, despierta en Julia una mayor curiosidad y le impulsa a seguir indagando. No obstante, Julia cumple su promesa de no preguntarle más a la abuela de su esposo. Este, por su parte, también insiste en que abandone aquel tema, y le advierte que su artículo será de poco interés para el público ya que se trata de un tema delicado y muy doloroso que la gente no quiere recordar.
Julia se pregunta cómo los Tézac fueron capaces de mudarse a aquel apartamento sin preguntar qué había pasado con la familia que vivía allí. Le parecía vergonzoso no preocuparse por lo ocurrido: fueron muchas familias y los parisinos no se preguntaron adónde iba toda esa gente que nunca regresó. Julia comienza a tener retrasos en su menstruación, pero no piensa que está embarazada ya que antes de tener a Zoë había sufrido varios abortos y habían pasado muchos años desde el nacimiento de Zoë. Sin embargo, la prueba de embarazo da resultados positivos. Mantiene la noticia en secreto durante un tiempo, pero decide participárselo a su marido, quien quería tener niños. Julia queda con su marido en el restaurante donde le pidió matrimonio, y donde también se enteró de que la estaba engañando con otra mujer. Para su estupor, cuando le da la noticia, este le dice que lo mejor es abortar ya que no quiere volver a ser padre a los cincuenta años de edad.
Julia prosigue con su investigación y pensando en el bebé, ese bebé que tanto le había costado y que ahora debía abortar porque su marido lo rechaza. Siguen apareciendo testigos, a quienes entrevistan para completar el artículo. Igualmente, Julia y el fotógrafo visitan muchos lugares, para darse cuenta de los pocos recuerdos que había de lo ocurrido. Julia procura saber quien vivía en aquel apartamento que debía convertirse en su residencia familiar, y rápidamente Internet les da el nombre y una foto de Sarah Starzynski, de diez años, un año menor que su hija. Al compararla con Zoë, le inquietan las preguntas: ¿habían matado a esa niña o a toda su familia? Julia sospecha cada vez más de su familia política, ya que no la dejaban hablar del tema, y está convencida de que ocultan algo. Quiere averiguar a toda costa qué fue de esa niña, de manera que regresa al apartamento para ver si encuentra una nueva pista. Averigua dónde estaba el campo donde reunieron a los judíos, visita también el cementerio. En el campo ahora hay estudiantes y un monumento en el que está escrita una larga lista de nombres de los deportados, entre los que figuran el padre y la madre de Sarah. De nuevo culpan a la barbarie nazi, como en cada placa que encuentran, en las que se menciona que fueron víctimas de los alemanes. Pero Julia piensa que ellos fueron los culpables, pues fue la policía francesa la que arrestó a toda esa gente y la llevó a la muerte.
Julia decide contarle a su hermana la situación que se le presenta con el nuevo bebé. Esta le dice que no es solo hijo de su marido sino que también es su hijo, por lo que ella debía decidir al respecto. Julia le informa a su marido que quiere tenerlo, y este le responde que si tiene al niño se divorciará de ella porque no quiere ser un padre a esa edad, y que deberá abortar si quiere seguir junto a él.
Al día siguiente, Julia va a visitar a la abuela de su marido y allí encuentra a Edouard. Después de la visita, su suegro le cuenta que se mudaron de casa cuando él era un niño y que un día vino una niña que entró empujando y abrió un armario cuya existencia ignoraban. Su padre y él descubrieron dentro el cadáver de un niño pequeño. Ellos no sabían nada, pensaban que el hedor fétido se debía a una cañería, por lo que habían llamado al fontanero, pero el armario estaba oculto y no buscaron allí. Su padre le dijo que no debían decir nada a su madre, es decir, a la abuela de Bertrand, y por eso no quería que Julia siguiera interrogándola. De esta manera Julia se entera de todo lo ocurrido y, además, de que Sarah se había salvado, que podía seguir viva. Sin embargo, nadie de la familia sabe nada. Cuando el abuelo murió tenía guardados varios documentos confidenciales en una caja fuerte pero su hijo Edouard nunca los abrió y solo ahora lo hará, con esperanzas de encontrar algo relacionado con Sarah. Ahora ambos quieren saber qué fue de aquella niña.
Al llegar a casa, Julia encuentra un sobre con su nombre encima de la mesa. Dentro hay una carpeta que lleva escrito el nombre de Sarah y contiene muchos documentos relacionados con la niña, entre ellos cartas que el abuelo escribía a la pareja de ancianos para enviar el dinero, del que Sarah nada sabía.
Julia decide abortar y acude a la clínica sola ya que su marido está en viaje de negocios. Se lleva la carpeta de Sarah para seguir investigando y allí encuentra el apellido de la pareja de ancianos, Dufaure, un apellido común, por lo que piensa que le sería difícil seguirles la pista. Comienza a consultar guías telefónicas y llamando para ver si logra averiguar algo más. En una de las llamadas encuentra a los familiares de los Dufaure, incluso su interlocutora dice haber oído hablar de Sarah, pero de Sarah Dufaure. La mujer al teléfono le dice que puede hablar con su abuelo, Jules Dufaure, quien la pondría al tanto de lo que quería saber. En ese momento entra la enfermera, quien le informa que llegó la hora de practicarle el aborto. Julia se niega y abandona la clínica. La última carta de Sarah desde Estados Unidos era una en la que participaba que se casaba, y después los ancianos le perdieron la pista.
Una vez en casa, Julia le informa a su esposo que no abortó, y que sabía lo que eso conllevaba. Envían a Zoë a Estados Unidos con la familia de Julia, después esta también viajaría a estar con su hija y a seguir la pista de Sarah. Una vez en Estados Unidos, visita a su hermana, quien le ayuda a buscar el apellido de casada de Sarah, Rainsferd, y encuentran una dirección. Julia se dirige hacia allí, donde una mujer le dice que ahora ella está casada con quien fue el marido de Sarah, y que esta había muerto en un accidente de tráfico, aunque en realidad se había suicidado. Julia queda muy conmovida con la noticia, pero también le dicen que Sarah tuvo un hijo llamado William, del cual le dan la dirección en Italia. Julia emprende el viaje para visitarlo, acompañada por Zoë. Julia le cuenta a William toda la verdad que él ignoraba. William se niega a creer a una desconocida y se marcha muy enfadado. Después de la entrevista, Julia se siente mareada y su hija le advierte que tiene sangre entre las piernas, por lo que regresa a casa para recibir cuidados médicos.
Mamé, la abuela de Bertrand, sufre un derrame cerebral y muere. Julia se dispone a salir cuando encuentra a William en la puerta de su casa. El la acompaña y Julia le cuenta a Edouard, su suegro, de quién se trata. William le da las gracias y Julia le suministra toda la información de que disponía. Edouard cuenta a la familia lo ocurrido y reflexiona sobre cómo siempre hay diferencias de opinión respecto a la conveniencia de remover o no el pasado.
Años más tarde, Julia y Zoë se van a vivir a Nueva York. Julia se divorció de su marido y tuvo a su segunda hija. Ella se pregunta que habrá sido de William y si él pensaba en ella y en lo ocurrido. Descubre que también había regresado a Estados Unidos, pero no se atreve a telefonearle. Un día Julia recibe una llamada de William. En un encuentro posterior, ella le presenta a su hija menor, llamada Sarah. Él se queda sorprendido por el nombre de la niña y Julia siente remordimientos por volver a recordarle sus raíces.

## Nota
Esta obra se inspira en los acontecimientos sufridos en París en el verano de 1942 pero, como señala su autora Tatiana de Rosnay, los personajes son ficticios.